# Pression des glaces
La pression des glaces, aussi appelé pression glacielle, est la pression exercée par la dérive des glaces. Elle est relevée notamment pour déterminer s'il est possible de naviguer sur la banquise, une pression glacielle trop élevée réduisant la manœuvrabilité des navires mais pouvant aussi les broyer. C'est ce qui est arrivée à la Jeannette lors de son expédition.

## Navires d'exploration polaires écrasés par les glaces
La liste est longue des navires d'exploration polaires écrasés par la pression de la banquise, avec parfois des conséquences dramatiques, les équipages en étant réduits à survivre sur la banquise avec ce qu'ils avaient pu sauver de leur navire dans des conditions extrêmement hostiles. La liste ci-dessous n'est qu'un échantillon et ne tient pas compte des navires arctiques commerciaux (baleiniers, phoquiers, ravitailleurs, etc.) perdus dans les mêmes circonstances.
- Le navire de Willem Barentsz, écrasé près de la Nouvelle-Zemble en tentant de franchir le passage du Nord-Est (1597).
- La HMS Fury de William Edward Parry (1825)
- Les navires de l'Expédition Franklin, les HMS Erebus et HMS Terror qui tentaient le passage du Nord-Ouest (1848)
- Le transport Breadalbane ravitailleur des expéditions lancées à la recherche de Sir John Franklin, qui furent contraintes d'abandonner pas moins de cinq navires bloqués par la banquise, dont le HMS Resolute qui échappa à l'écrasement et fut miraculeusement récupéré deux ans plus tard par des baleiniers américains. (autour de 1850)
- Le KuK Tegetthoff austro-hongrois de l'expédition Karl Weyprecht (1874)
- La Jeannette, navire américain de l'expédition De Long, ex Pandora de l'explorateur britannique Allen Young (Sibérie 1881)
- L'Eira, "yacht arctique" (en fait extrapolé d'un navire baleinier) de Benjamin Leigh Smith (1881 île Northbrook)
- L'Endurance de l'irlandais Ernest Shackleton (Antarctique 1915). Shackleton réussit l'exploit de rejoindre la Georgie du Sud avec une simple chaloupe à travers les cinquantièmes hurlants et de sauver ainsi son équipage.

## Remédiation
La première idée qui vient à l'esprit pour éviter l'écrasement d'un navire par la pression glacielle est de construire un navire à l'échantillonnage surdimensionné ou de renforcer sa structure (en sélectionnant autant que possible d'un navire déjà robuste) si on part d'un navire existant. Les HMS Erebus et Terror de l'expédition Franklin étaient des galiotes à bombes à la charpente conçue pour résister à l'ébranlement d'un mortier naval de gros calibre. Beaucoup d'autres navires d'exploration polaire étaient basés sur les échantillonnages des navires baleiniers et phoquiers (membrures et couples très solides et moins espacés que sur un navire normal). C'est en particulier le cas de la Vega de Nordenskjold , un navire phoquier reconverti. A contrario, lorsque l'explorateur Mac Clintock fut approché par la veuve de Sir John Franklin pour lancer une expédition privée (après dix ans d'insuccès des expéditions de secours officielles de la Royal Navy) il dut se contenter d'un yacht élégant mais plutôt frêle, le Fox, racheté à Lord Richard Sutton. Il fit immédiatement démonter les élégants vaigrages intérieurs en bois de palissandre , quadriller toute la structure intérieure avec un réseau d'épontilles et un fort doublage en planches épaisses du bordage de la coque. Ainsi transformé, et commandé par un as de l'exploration polaire ,le Fox survécut à un hivernage difficile en Arctique et ramena en Angleterre les reliques de l'expédition Franklin découvertes par le Dr John Rae.
Toutefois un navire aux formes classiques, conçu pour porter une cargaison, souffre d'un défaut congénital : ses flancs sont pratiquement verticaux, raccordés aux fonds par un angle plus ou moins arrondi (le bouchain) ce qui permet à la pression glacielle d'agir de la façon la plus dangereuse pour l'intégrité de la coque.
Les explorateurs polaires du XIXe siècle, lorsque leur navire menaçait d'être encerclé et écrasé par la glace, utilisaient parfois un palliatif : des "blasting cylinders" (des charges explosives dans une sorte de grosse boîte de conserves étanche, qu'on plaçait dans un forage de la glace) mais leur usage était délicat : Trop loin du navire leur effet était inutile et trop près ils risquaient de torpiller littéralement le navire.
Ce fut le Norvégien Fridjof Nansen associé à l'architecte naval Colin Archer connu pour ses très robustes cotres pilotes et bateaux de sauvetage à voile qui trouva une solution innovante et efficace à ce problème. Son navire d'exploration polaire, le Fram, ensuite utilisé par Roald Amundsen avait des formes totalement nouvelles. La section transversale des œuvres vives de la coque était très évasée et arrondie (les marins français utilisent l'expression imagée de coque "en coupe à champagne") et la pression glacielle tend ainsi à soulever le navire au lieu de l'écraser. Le Fram eut une longue carrière d'exploration arctique avant de devenir navire musée à Oslo. Le second navire d'Amundsen, le Maud très proche conceptuellement du Fram, bien que longtemps abandonné dans l'Arctique et coulé en 1930 a pu être renfloué et rapatrié en Norvège en 2016 dans un état d'intégrité structurelle étonnamment bon pour un navire de cet âge. Il faut dire que les échantillonnages de coque du Fram et de la Maud étaient extrêmement robustes. La charpente était en chêne d'Italie vieilli durant cinquante ans et l'épaisseur de la coque était au minimum de 60 centimètres.
Par la suite ce type de formes de coque, associé à une étrave spéciale renforcée a été utilisé sur des brise-glaces russes comme le célèbre Yermak (à vapeur, 1898) puis soviétiques comme le Krassine (1917) et le Lénine (à propulsion atomique, 1957), les brise-glaces canadiens et américains, etc.
A contrario le "pétrolier Brise Glaces" américain Manhattan qui traversa à plusieurs reprises le passage du Nord-Ouest en 1968-1969 (pour étudier la faisabilité du transport maritime du pétrole d'Alaska, récemment découvert) était un pétrolier normal à flancs verticaux, lourdement modifié par l'ajout d'une étrave brise-glace (étudiée par le M.I.T.) et des soufflages protecteurs sur les flancs. Malgré cette "chirurgie lourde", et un réseau de jauges de contraintes sur sa coque pour mesurer la pression glacielle, le Manhattan rencontra divers problèmes qui firent abandonner l'option maritime au profit d'un pipe-Line trans-Alaska, le risque d'une marée noire dans le fragile environnement arctique étant bien trop élevé.

## Sources